# 苏群
參數所指定的目標頁面不存在，建議更正成存在頁面或直接建立下列一個頁面（建立前請先搜尋是否有合適的存在頁面可以取代）：
- GooG.abc

苏群（1968年8月26日—），出生于江苏无锡，中国著名篮球赛事解说员、评论员，《篮球先锋报》现任总编辑，曾采访过NBA总决赛等篮球赛事。与此同时，苏群亦是一名摄影爱好者。